# دفتر ترکهای خارج از کشور و جوامع نسبی
دفتر ترکهای خارج از کشور و جوامع نسبی سازمانی است که وظیفه هماهنگی مطالعات ترک‌های مقیم خارج از کشور، جوامع خویشاوندی و دانشجویان بورسیه بین‌المللی که در ترکیه تحصیل می‌کنند و توسعه خدمات و فعالیت‌ها در این زمینه‌ها را انجام می‌دهد. دفتر ترکان خارج از کشور و جوامع وابسته یک نهاد حقوقی عمومی وابسته به وزارت فرهنگ و گردشگری جمهوری ترکیه با بودجه ویژه است. دفتر مرکزی آن در شهر آنکارا است.

## تأسیس
این سازمان به منظور یافتن راه حلی برای مشکلات ترک‌های آناتولی و خویشاوندهای آنها که در خارج از کشور زندگی می‌کنند و توسعه روابط اجتماعی-فرهنگی و اقتصادی در جوامع مرتبط تأسیس شده‌است، زیرا آنها از کمبود نهادی رنج می‌برند که به مشکلات آنها پاسخ دهد و به آنها یاری رسانند. ابتکارات برای سال‌ها این نهادی است که توسط مجلس ملی کبیر ترکیه در ۲۴ مارس 2010 «قانون تشکیلات و وظایف ریاست جمهوری برای ترکان خارج از کشور و جوامع وابسته» به شماره [۱] [۲] تأسیس شد. با نشر در روزنامه رسمی کشور ترکیه مورخ ۱۵ فروردین ۱۳۸۹ و به شماره ۲۷۵۴۴ لازم الاجرا شد.

## بخش‌ها
این مؤسسه از ۸ بخش و یک سیستم مشاوره حقوقی برای آنها تشکیل شده‌است. بخش‌ها:
- وزارت اتباع خارجی
- معاونت فرهنگی و اجتماعی
- بخش روابط و ارتباطات شرکتی
- گروه دانشجویان بین‌المللی
- بخش پرسنل
- بخش فناوری اطلاعات
- بخش خدمات پشتیبانی
- بخش توسعه استراتژی